# Língua dácia
O dácio é uma língua extinta, que se desenvolveu a partir do proto-indo-europeu (PIE) na região dos Cárpatos por volta de 2500 a.C., e provavelmente deixou de ser falada em 600. No século I, era o idioma predominante da antiga região da Dácia, provavelmente da Mésia e algumas regiões vizinhas. As evidências disponíveis, que são escassas, sugerem que o dácio pertenceria ao grupo satem das línguas indo-europeias.
O dácio é considerado por alguns estudiosos como um dialeto do trácio, ou vice-versa; o termo daco-trácio (ou traco-dácio) é utilizado por alguns linguistas para descrever este idioma comum, ou o ramo do indo-europeu do qual estes dialetos teriam se originado. Também é considerado por outros linguistas, no entanto, um idioma separado do trácio, porém com algum parentesco com ele e o frígio; ou um idioma sem qualquer relação com estas duas línguas com exceção da distante origem indo-europeia comum, como propôs Vladimir Georgiev em 1977. 
Restam pouquíssimos vestígios do idioma dácio. Ao contrário do frígio, sabe-se apenas de uma única inscrição dácia que tenha sobrevivido até os tempos modernos. Em fontes literárias antigas, existe uma lista de nomes de plantas e ervas medicinais em dácio mencionada em diversos textos, que inclui cerca de 60 nomes de plantas mencionadas por Dioscórides. O dácio também conhecido a partir de 1 150 nomes próprios e cerca de 900 topônimos. Algumas palavras do albanês e do romeno podem ter se originado a partir de idiomas antigos dos Bálcãs, como o dácio (ver Lista de palavras de origem dácica).

#### Obras antigas
- Amiano Marcelino, Sobre os Feitos (ca. 395)
- Dioscórides, Sobre Material Médico (ca. AD 80)
- Jordanes, Gética (ca. 550)
- Plínio, o Velho, História Natural (77–79)
- Ptolemeu, Geografia (c. 140)
- Pseudo Apuleio, Sobre as Virtudes das Ervas (século V)
- Sexto Aurélio Vítor, Sobre os Césares (361)
- Estrabão, Geografia (c. 20)
- Tácito, Germânia (c. 100)
- Zósimo, História Nova (c. 500)

#### Obras modernas
- Asenova, Petja (1999). Bulgarian in Handbuch der Südosteuropa-Linguistik. [S.l.]: Wiesbaden, Harrassowitz. ISBN 978-3-447-03939-0
- Baldi, Philip, Ph.D. (1983). An Introduction to the Indo-European Languages. [S.l.]: Southern Illinois University Press. ISBN 978-0-8093-1091-3
- I. E. S. Edwards, C. J. Gadd, N. G. L. Hammond (1971) The Cambridge Ancient History: Early History of the Middle East Cambridge University Press, ISBN 978-0-521-07791-0 1971
- Georgiev, Vladimir (1977): The Thracians and their Language
- Price, Glanville (1998). Encyclopedia of the languages of Europe. Malden, Mass.: Blackwell. ISBN 0-631-22039-9
- MacKenzie, Andrew (1986). Archaeology in Romania: the mystery of the Roman occupation. [S.l.]: Hale
- Nandris, John (1976). The Dacian Iron Age A Comment in a European Context in Festschrift für Richard Pittioni zum siebzigsten Geburtstag. [S.l.]: Wien, Deuticke, Horn, Berger. ISBN 978-3-7005-4420-3
- Oltean, Ioana Adina (2007). Dacia: landscape, colonisation and romanisation. [S.l.]: Routledge. ISBN 0-415-41252-8
- Petrescu-Dîmbovița, Mircea (1978). Scurta istorie a Daciei Preromane. [S.l.]: Junimea
- Trask, Robert Lawrence (2000). The dictionary of historical and comparative linguistics. [S.l.]: Edinburgh University Press. ISBN 978-0-7486-1001-3